# Herbert Brede

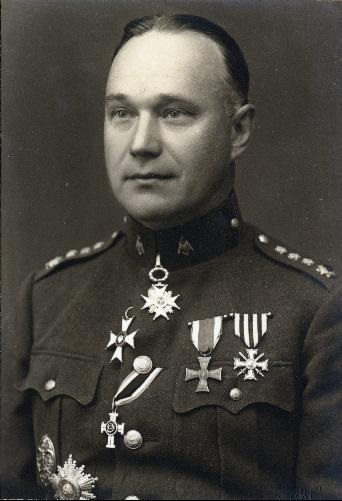
Herbert Brede (1930)

Herbert Lorentz Brede (* 25. April 1888 in Püssi; † 6. Oktober 1942 in Norilsk, Sibirien) war ein estnischer Generalmajor.

## Leben
Brede begann nach dem Schulbesuch in Sankt Petersburg am 14. September 1907 eine Offiziersausbildung an der Artillerieschule, die er am 19. August 1910 abschloss. Nach seiner darauf folgenden Beförderung zum Leutnant wurde er Offizier in der 5. Artilleriedivision der Kaiserlich Russischen Armee und wurde dort auch zum Oberleutnant befördert. Er nahm am Ersten Weltkrieg teil und wurde am 21. Oktober 1916 zum Hauptmann befördert sowie zum Batteriechef einer Artilleriebrigade ernannt.
Nach der Erklärung der Unabhängigkeit Estlands am 24. Februar 1918 wechselte Brede in die estnische Armee und war zwischen 1918 und 1919 erst Kommandeur eines Bataillons des 1. Artillerieregiments sowie nach seiner Beförderung zum Oberstleutnant 1919 kurzzeitig Kommandeur des 2. Artillerieregiments. Im Anschluss war er zwischen 1919 und 1920 Chef der Artillerie sowie nach seiner Beförderung zum Oberst von 1920 und 1930 Generalinspekteur der Artillerie. Für die Teilnahme am Estnischen Freiheitskrieg wurde er mit dem Freiheitskreuz geehrt.
Zwischenzeitlich war er 1925 auch Lektor an der Nationalen Verteidigungshochschule (Kaitseväe Ühendatud Õppeasutused) und absolvierte 1927 auch einen Lehrgang an der französischen École supérieure de guerre. Er war vom 1. August 1930 bis zum 1. September 1933 Chef der Militärischen Ausbildung sowie im Anschluss als Nachfolger von Generalmajor Aleksander Tõnisson zwischen dem 1. September 1933 und dem 31. August 1934 Kommandeur der 1. Division (1. Diviis).
Zuletzt übernahm Brede am 6. September 1936 von Generalmajor Gustav Jonson den Posten als Kommandeur der 3. Division (3. Diviis). Nach der Annexion Estlands durch die Sowjetunion wurde er im August 1940 in die Rote Armee übernommen und fungierte zwischen August 1940 und dem 28. Juni 1941 als Kommandeur der Artillerie des XXII. Schützenkorps. Am 28. Juni 1941 wurde er festgenommen sowie am 6. Oktober 1942 zum Tode verurteilt und hingerichtet.

## Weblink
- Eintrag in Generals.dk

| Personendaten    | Personendaten                               |
| ---------------- | ------------------------------------------- |
| NAME             | Brede, Herbert                              |
| ALTERNATIVNAMEN  | Brede, Herbert Lorentz (vollständiger Name) |
| KURZBESCHREIBUNG | estnischer Generalmajor                     |
| GEBURTSDATUM     | 25. April 1888                              |
| GEBURTSORT       | Püssi                                       |
| STERBEDATUM      | 6. Oktober 1942                             |
| STERBEORT        | Norilsk, Sibirien                           |